# Fiat G.50
De Fiat G.50 jager, ook de Freccia (Pijl) genoemd, werd in 1935 door Fiat ontworpen. Het is een geheel metalen eendekse jager.

## Ontwikkeling
In 1937 vloog het eerste prototype. Het eerste productietoestel werd afgeleverd in 1938 om steun te bieden in de Spaanse Burgeroorlog, maar toen de vliegtuigen te laat aankwamen werden ze afgeleverd aan de pas nieuw opgerichte Spaanse Luchtmacht. De G.50 had een 'kascockpit', een hoge staart, een korte romp en een beschermhoes rond de achterwielen. Er zijn 791 G.50's gebouwd en de productie werd in 1945 gestaakt.

## Inzet
In de winter van 1939/40 was er de eerste G.50 operationeel. Op 10 juni 1940 vloog het vliegtuig boven Frankrijk en Corsica toen Italië deelnam aan de Tweede Wereldoorlog. Het toestel werd ingezet tijdens de Slag om Engeland, in Griekenland, op de Balkan, in Libië en tijdens de geallieerde invasie op Sicilië. De Finnen gebruikten de G.50 tegen de Sovjet-Unie, onder andere in de winteroorlog. Het toestel had een grote wendbaarheid maar het uitzicht van de piloot in de cockpit en de te lichte bewapening waren minpunten.

## Gebruikers
Kroatië
- Zrakoplovstvo Nezavisne Države Hrvatske

Finland
- Finse luchtmacht

Duitsland
- Luftwaffe

Italië
- Regia Aeronautica

Italiaanse Sociale Republiek
- Aeronautica Nazionale Repubblicana

Spanje
- Ejército del Aire

Joegoslavië
- Ratno vazduhoplovstvo i protiv vazdušna odbrana (SFR Joegoslavië)